# بيتر بويلز
بيتر بويلز (بالإنجليزية: Peter Boyles)‏ هو مقدم برامج إذاعية أمريكي، ولد في 17 أكتوبر 1943.